# Gimnazija Poljane
Gimnazija Poljane (pogovorno imenovana tudi Poljanska gimnazija) je splošna in klasična gimnazija v Ljubljani. Ustanovljena je bila leta 1889 kot Cesarsko-kraljeva II. državna gimnazija v Ljubljani oz. Cesarsko kraljeva državna nižja gimnazija. Prvi ravnatelj pa je bil Fran Wiesthaler. Takrat je šola delovala v licejskem poslopju. Sedanja stavba je bila zgrajena leta 1907. Pouk se je v njej začel 21. oktobra 1907.
Znana je po širši ponudbi humanističnih predmetov, predvsem tujih jezikov. V obdobju ukinitve gimnazij oz. "usmerjenega izobraževanja" (1982-90), je nosila ime Srednja šola za družboslovje in splošno kulturo Vide Janežič. Ponuja tudi poseben program evropski razred, ki poudarja medpredmetnost. Trenutni ravnatelj je Srečko Zgaga.